# Paris historia

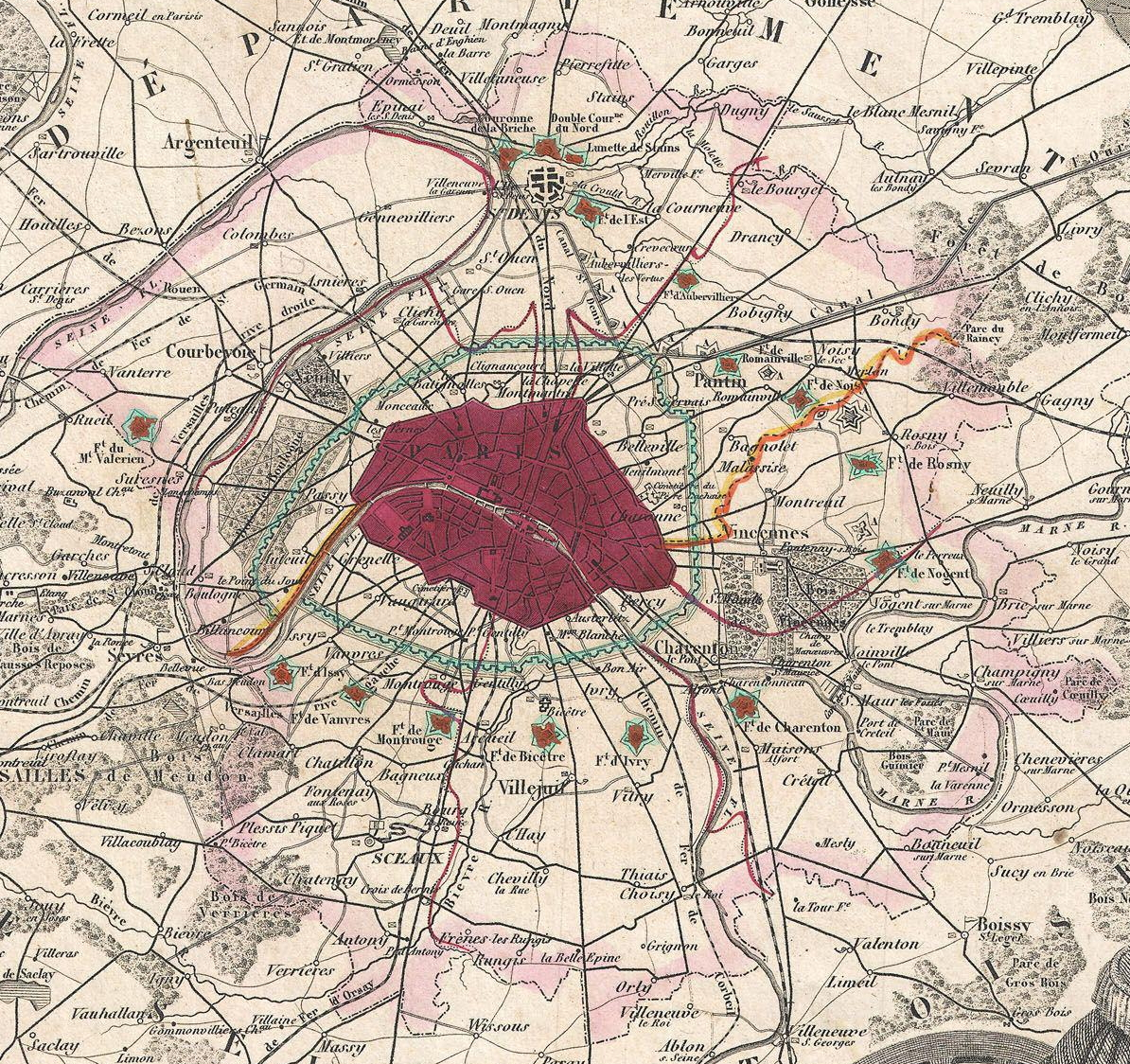
Karta över Paris (departementet Seine) år 1852. De 16 forten runt staden är markerade.

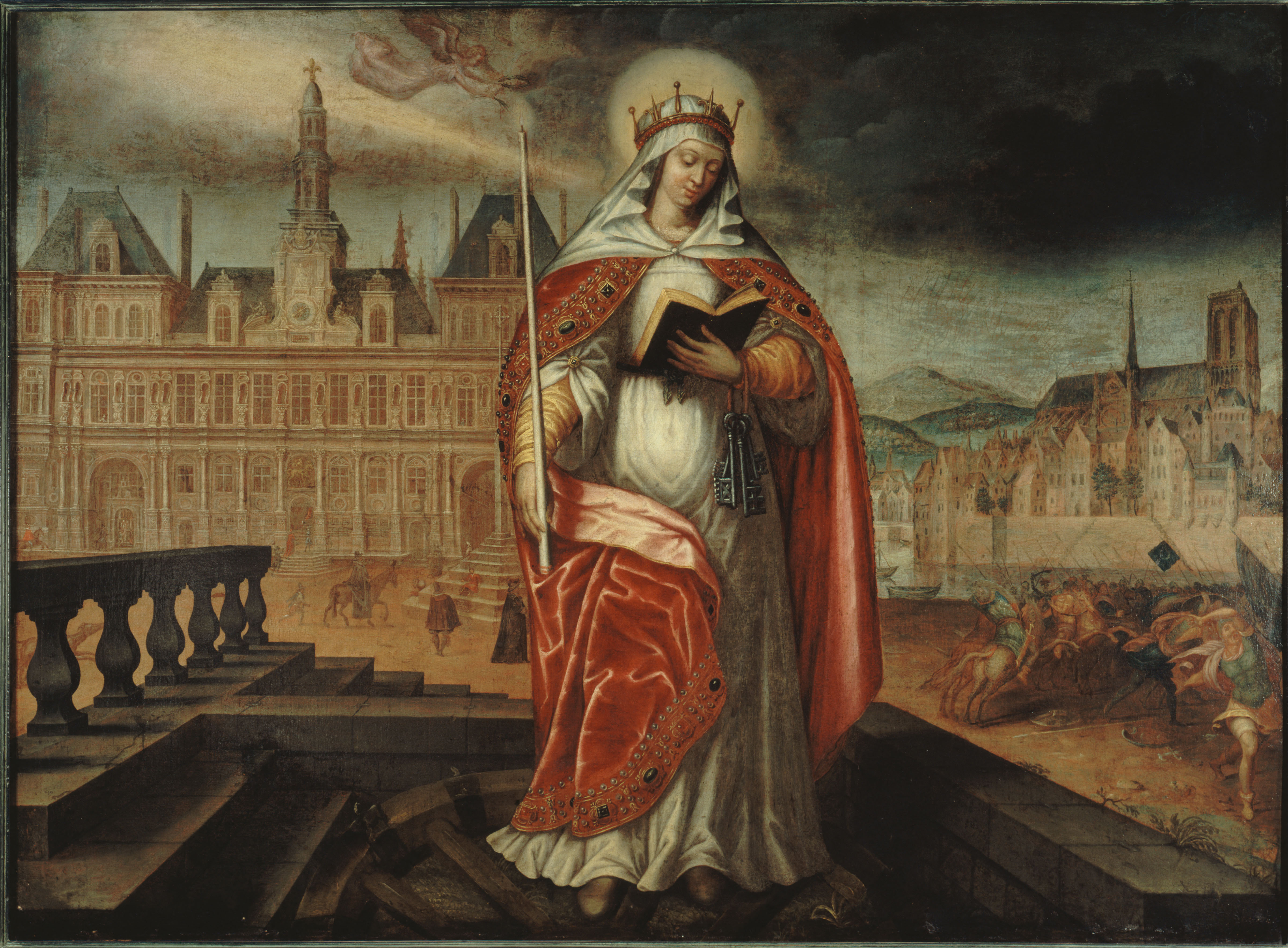
Paris skyddshelgon S:ta Geneviève.

Namnet Paris kommer troligtvis från den galliska stammen parisierna (latin: Parisii), som bodde i området från kring 250 f.Kr. Stamnamnets ursprung är dock inte säkert belagt. Området som idag kallas Paris tros ha varit bebott i minst 4 000 år, en teori som stärks av att man funnit stenredskap från den tiden. De mest spektakulära upptäckterna gjordes år 1991 i XII:e arrondissementet, då man grävde fram de äldsta lämningarna av mänsklig närvaro i Parisområdet.

## Antiken
Om tidsperioden mellan de förhistoriska fynden och den romerska tiden är inte mycket känt. Det enda säkra är att den galliska stammen parisierna levde i området under Caesars fälttåg i Gallien. När Caesars armé intog Paris år 52 f.Kr. döptes staden om till Lutetia av romarna. Vid den tiden fungerade Lugdunum (nuvarande Lyon) som huvudstad i Gallien. Efter Paris erövring byggde romarna om staden efter romersk modell med teatrar, termer, forum och arenor. Staden blomstrade sedan under en period av fredlig samexistens mellan romarna och gallerna. Under 200-talet e.Kr. blev staden invaderad av germaner och kring 400 e.Kr var staden endast en militär befästning. Det var under dessa sista år av romersk ockupation som staden återtog sitt namn Paris.

## Medeltiden

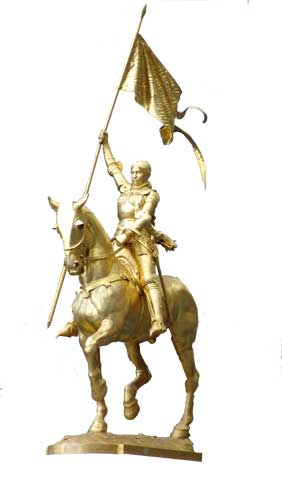
En staty av Jeanne d'Arc i närheten av Louvren.

Frankernas kung Klodvig I, som tillhörde merovingerätten, bosatte sig i Paris år 508 efter att ha besegrat romarna. År 512 blev Paris huvudstad och de första kyrkorna börjar byggas i staden. Efter Klodvigs död delades frankernas rike, och Paris blev huvudstad i ett rike knappt en fjärdedel så stort som Klodvigs. Under karolingernas styre på 800-talet reducerades Paris storlek och staden blev huvudsakligen ett militärt fäste. 
Vikingarna, anförda av Rollo, angrep Paris år 885 och förstörde hela den södra stranden. Återuppbyggnaden dröjde till 1100-talet. Under 1000-talet började den norra stranden att bebyggas. Kungarna blev mer och mer knutna till Paris och Filip II August befäste stadens roll som huvudstad.
År 1190 lät Filip II August bygga en ringmur kring Paris på båda sidorna av floden, med Louvren som befästning i väst. Tio år senare, 1200, beordrade han byggnationen av Paris universitet, vars utbildning senare skulle komma att göra Paris känt i hela Europa. Det var under den här perioden som Paris moderna fördelning av aktiviteter grundlades med regerings- och kyrkobyggnader på den centrala ön, universitet på södra stranden och affärs- och handelsdistrikt på norra stranden med Forum des Halles som nav. En berömd bok om hushållning, Le Menagier de Paris, skrevs troligen i Paris 1393. 
Under hundraårskriget ockuperades Paris av burgunderna, som var allierade med England. Jeanne d'Arc försökte återta staden 1429, men misslyckades. Efter den franska återerövringen 1437 övergavs Paris av de franska kungarna som istället tog Loiredalen som sitt högsäte. 

## Den nymoderna tiden
Under hugenottkrigen, som kulminerade med Bartolomeinatten 1572, var Paris huvudsätet för den katolska sidan. Katolska ligan tog kontrollen över staden genom Journée des Barricades 1588, då kung Henrik III och hovet tvingades fly från staden, och staden var sedan i katolska ligans händer fram till 1594. 
Kung Henrik IV återinrättade senare hovet i Paris år 1594 efter att han hade erövrat staden från katolikerna. Under adelsupproret Fronden revolterade Paris och kungafamiljen var 1648 tvungen att fly. Kung Ludvig XIV flyttade sedan hovet permanent till Versailles 1682. 
Under franska revolutionen ägde många historiska händelser rum i Paris, till exempel stormningen av Bastiljen 1789 och monarkins fall 1792.

## 1800-talet

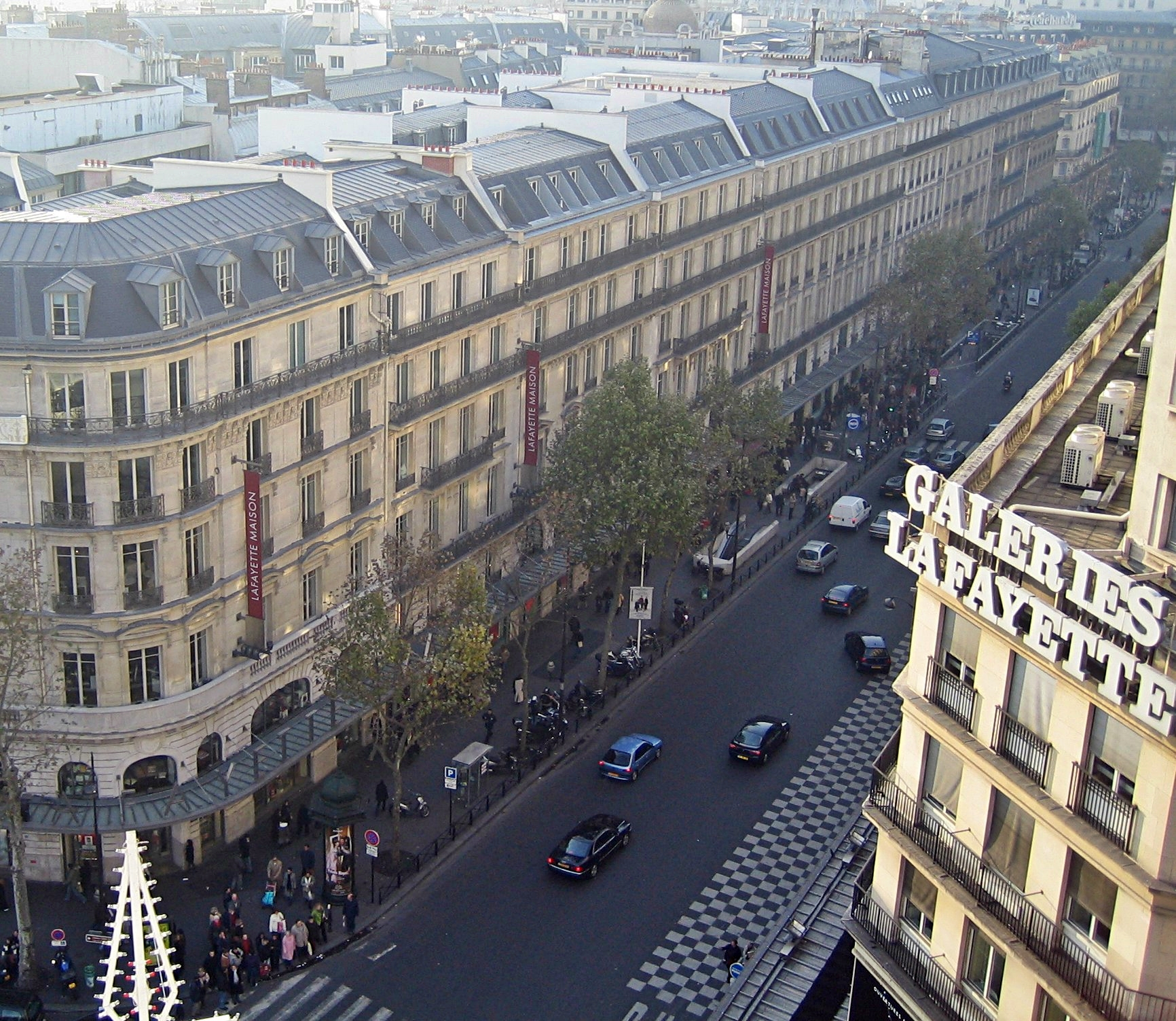
”Haussmann-aveny” med typisk arkitektur.

Napoleon I ägnade huvudstaden stor omsorg under det första franska kejsardömet i början av 1800-talet. Paris skulle inte vara endast Frankrikes utan också världens medelpunkt. Paris blev ett eget departement, och i staden och dess omnejd blev härskarens palats nyrestaurerade, först och främst kejsarens egentliga bostad Tuilerierna och den närbelägna Louvren. Den sistnämnda byggdes färdig, och där inrymdes ett museum med konst från hela Europa. Även i de övriga slotten och på andra platser skapades samlingar, och på så sätt utvecklade sig Paris till konstens huvudsäte i Europa och drog till sig mängder av främlingar. Vidare anlades och förlängdes gator, förbättrades Seines kajer, byggdes broar och restes monument. Stadens invånarantal växte till 700 000.
Den största utvecklingen under Paris historia skedde under den industriella revolutionen, den andra republiken och Belle époque. Från 1840-talet skapade järnvägen en större inflyttning till huvudstaden än någonsin tidigare. Flertalet av dem som flyttade började arbeta i de nya industrierna i förorten. Staden i sig förändrades kraftigt under Napoleon III:s regering, speciellt av prefekten Georges-Eugène Haussmanns ombyggnation av Paris. Haussmann lät riva hela kvarter med smala vindlande medeltidsgator och skapade istället ett nätverk av breda avenyer och neo-klassiska fasader som karakteriserar centrala Paris idag. Vidare införlivades en  mängd förstäder, så att staden växte från 12 till 20 arrondissement. Nya parker anlades, bland annat i Boulogne- och Vincennes-skogen. Haussmann kritiserades hårt men utan hans radikala förändringar vore Paris inte den världsstad den är idag.[källa behövs]
Paris drabbades hårt av det fransk-preussiska kriget (1870–1871) och av den preussiska belägringen av Paris. Under Pariskommunen skakades staden av inbördeskrig. Trots dessa för Paris förödande händelser repade sig staden snabbt. I slutet av 1800-talet var Paris värd för en världsutställning. Byggt som en ”temporär” uppvisning i modern arkitektur och ingenjörskonst och för att fira hundraårsjubileet av franska revolutionen stod Eiffeltornet klart inför Världsutställningen 1889. Eiffeltornet var då världens högsta byggnad, vilket det förblev fram till 1930. Den första linjen på Paris tunnelbana Métro öppnades inför världsutställningen 1900 och den i sig själv blev en attraktion för besökare från hela världen. Världsutställningarna i Paris säkerställde Paris roll som såväl turistmål som centrum för internationella teknik- och affärsmässor.

## Krigsåren

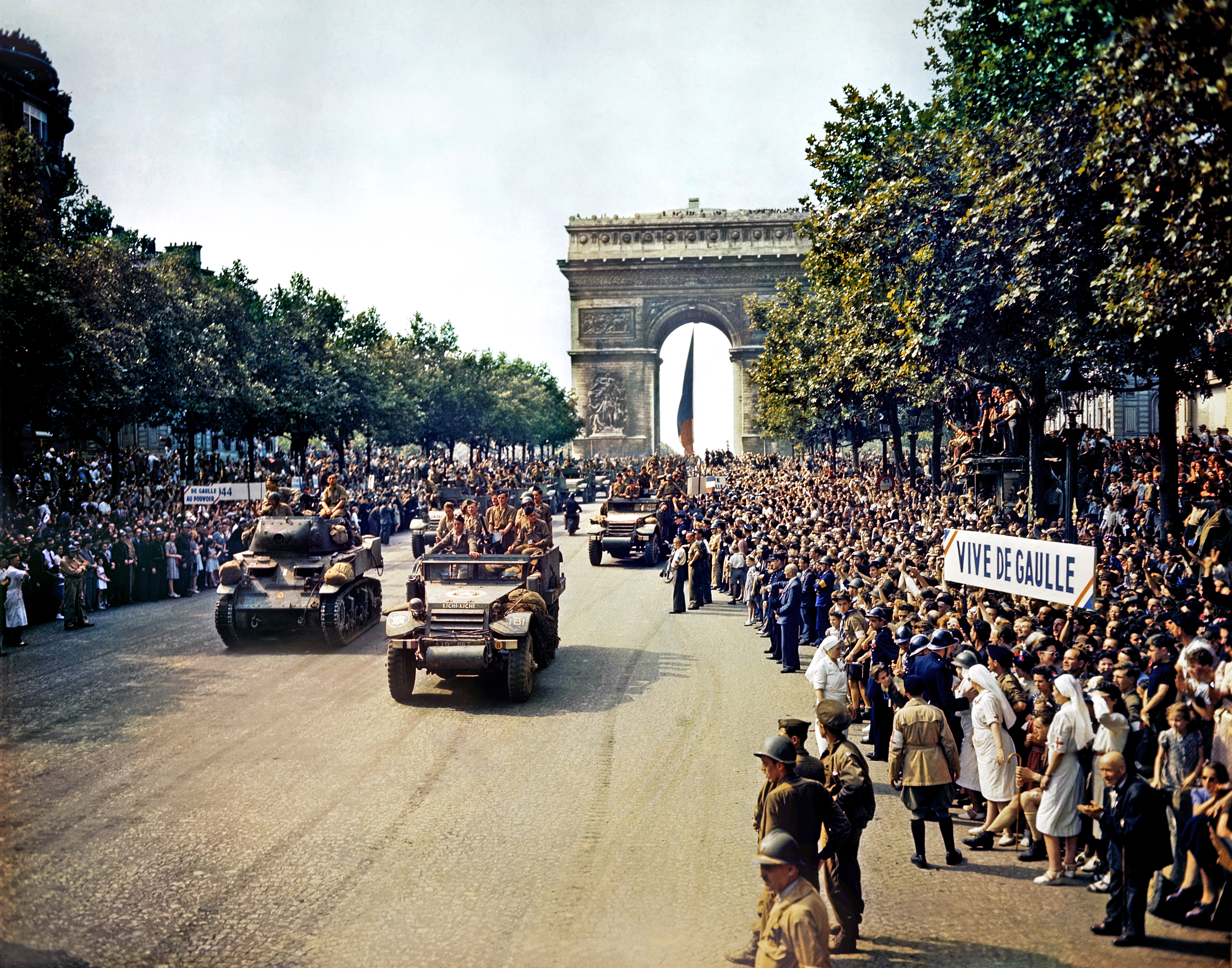
Franska patrioter firar Paris befrielse 26 augusti 1944 på Champs-Élysées.

Under första världskriget stod Paris i förgrunden efter att ha blivit räddat undan en tysk invasion genom segern i slaget vid Marne 1914. Mellan 1918 och 1919 höll de allierades parader och fredsförhandlingar i Paris.
I mellankrigsperioden var Paris känt för sitt rika kulturliv med ett flertal konstnärer och för sitt nattliv. Paris blev en smältdegel av kulturella människor från hela världen, till exempel ryska konstnärer och musiker i exil (Igor Stravinskij), spanska konstnärer (Picasso, Dalí) och amerikanska författare (Hemingway). Tiden efter kriget rådde det en massiv inflation i Frankrike, och arbetslösheten låg stadigt på över 10 %. Inflationen gjorde utlänningarnas levnadsomkostnader låga. 
I juni 1940, fem veckor efter inledningen av den tyska attacken mot Frankrike, besatte den tyska ockupationsmakten Paris som då hade förklarats som öppen stad. Tyskarna kontrollerade Paris tills de fria franska styrkorna under ledning av general Philippe Leclerc befriade staden i slutet på augusti 1944. Paris var en av de få europeiska storstäder som knappt skadades av kriget, delvis tack vare att en tysk befälhavare, general Dietrich von Choltitz, vägrade utföra Hitlers direkta order om att förstöra alla monument innan den tyska reträtten.

## Modern tid
Efter andra världskriget expanderade Paris förorter kraftigt. Dessa förorter kom att bli kända under namnet cités. Samtidigt började byggnationen av affärsområdet La Défense. Ett omfattande pendeltågsnätverk, RER, byggdes för att komplettera Métro i förbindelserna med förorterna. 
Många av Paris inre förorter, speciellt de östra, har sedan 1970-talet avindustrialiserats och de en gång så framgångsrika cités har gradvis blivit ghetton med ekonomisk och social misär. Det ökande sociala gapet mellan dessa slitna förorter och övriga rikare förorter (framför allt de västra) har periodvis skapat oro i Paris sedan mitten av 1980-talet. I vissa fall har oroligheterna övergått i upplopp, till exempel 2005.

## Framtiden
Många i Paris fruktar att staden håller på att "museifieras", det vill säga göras om till ett stort museum. Endast 18,5 procent av parisarna bor i centrala Paris och ministerier, universitet, forskningsområden, kontorsområden och sportanläggningar ligger eller flyttas till områden utanför. Även Frankrikes nationalarkiv flyttades i januari 2013.